# Фестивал светлости (Лион)
Фестивал светлости ( фр. Fête des lumières   ) у Лиону, у Француској, је популаран догађај који је првобитно имао за циљ да изрази захвалност Марији, Исусовој мајци око 8. децембра сваке године.  Ова јединствена традиција Лионеза налаже да свака кућа постави свеће дуж спољашњих страна свих прозора како би произвела спектакуларан ефекат на улицама. Фестивал обухвата и друге активности засноване на светлости и обично траје четири дана, а врхунац активности је 8. Две главне жаришне тачке активности су обично базилика Фоурвиере која је осветљена различитим бојама, као и Плаце дес Терреаук, где се сваке године одржава другачији светлосни шоу.